# Hogna cinica
Espèce
Synonymes
- Isohogna cinica Tongiorgi, 1977

Statut de conservation UICN

 CR B1ab(iii)+2ab(iii) : 
En danger critique
Hogna cinica est une espèce d'araignées aranéomorphes de la famille des Lycosidae.

## Distribution
Cette espèce est endémique de l'île de Sainte-Hélène.

## Description
La carapace des femelles mesure de 5,30 à 6,40 mm de long sur de 3,90 à 4,50 mm.
La femelle décrite par Sherwood, Henrard, Logunov et Fowler en 2023 mesure 16,4 mm.

## Systématique et taxinomie
Cette espèce a été décrite sous le protonyme Isohogna cinica par Tongiorgi en 1977. Elle est placée dans le genre Hogna par Wunderlich en 1992.

## Publication originale
- Tongiorgi, 1977 : « Fam. Lycosidae. La faune terrestre de l'île de Sainte-Hélène. IV. » Annales du Musée Royal de l'Afrique Centrale, Série in Octavo, Sciences Zoologiques, vol. 220, p. 105-125.